# Ахмед Закаєв
Ахмед Халідович Закаєв (чеч. Zaki Ẋalid kant Aẋmad, Заки Хьалид кант Ахьмад; * 26 квітня 1959, селище Кіровський, Казахська РСР) — чеченський політичний і державний діяч, бригадний генерал, від 2006 р. — виконувач обов'язків дипломатичного представника Чеченської Республіки Ічкерія. Як політичний біженець перебуває в Лондоні, де й проводить свою діяльність. Один із постійних спікерів Форуму Вільних Держав Постросії (2022—2023).

## Біографія
Народився в селищі Кіровському (Талди-Курганська область, Казахська РСР), куди 1944 року було депортовано його родину (невдовзі по його народженні повернулася до рідного Урус-Мартану).
За освітою — хореограф (закінчив відповідні навчальні заклади у Грозному та Воронежі). У 1981—1990 був актором Драматичного театру ім. Паші Нураділова в Грозному. Також був членом Спілок театральних діячів Чечено-Інгушської АРСР та РРФСР (входив до правління останньої).

### Перша російсько-чеченська війна
1994 року повернувся з Москви, де мешкав, до Чеченської Республіки Ічкерія. Отримав посаду міністра культури Ічкерії.
- З кінця 1994 р. був членом військового штабу ЧРІ.
- У березні-квітні 1995 р. керував обороною с. Гойське.
- 1995 року отримав ранг бригадного генерала та був призначений командувачем Урус-Мартанського фронту.
- 1996 року став радником Президента Чеченської Республіки Ічкерія Зелімхана Яндарбієва у справах безпеки та секретарем Ради Безпеки ЧРІ. Брав участь у прелімінарних перемовах і підготовці перемир'я у Хасав'юрті.

### Міжвоєнний період
- З жовтня 1996 р. став міністром культури Чеченської Республіки Ічкерія.
- 1997 року балотувався на виборах Президента Чеченської Республіки Ічкерія.
- У 1998-2006 роках займав посаду віце-прем'єра Чеченської Республіки Ічкерія.
- Створив інформаційну агенцію «Чечен-Прес».

### Друга російсько-чеченська війна
Після початку нової війни був призначений командиром особистого резерву Президента Чеченської Республіки Аслана Масхадова.
- 2000 року був поранений у бою (за іншими даними — підірвався на міні).
- З листопада 2000 р. був представником президента Чеченської Республіки Ічкерія в Туреччині, потім — у Західній Європі.
- Був також переговорником у перемовах з російською стороною (2001, 2002).

### Затримання у Копенгагені
28-29 жовтня 2002 р. у Копенгагені відбувся Світовий конгрес чеченського народу, одним із організаторів якого був А.Закаєв . Росія висловила протест, звинувативши учасників конгресу в терористичній діяльності. Згідно з російськими звинуваченнями, Закаєв був причетний до підготовки терактів, зокрема, в нападі на театр на Дубровці (Москва). З цієї причини 30 жовтня його затримала данська поліція.
Коли Росія зажадала екстрадиції Закаєва, Данія відмовила, посилаючись на процедурні порушення та формальні помилки в тексті вимоги. Найпомітнішими помилками були неправильно вказані по батькові — Ільясович замість Халідович, та дата народження. Переклади документів не були офіційно затверджені. Росіяни також не навели переконливих доказів численних злочинів, у яких звинувачували Закаєва. До того ж з'ясувалося, що частина звинувачень ґрунтувались на недостовірній інформації (наприклад, знайшовся живим православний священник, якого, згідно з твердженнями росіян, вбила «банда Закаєва»). 3 грудня міністерство юстиції Данії постановило відкинути вимогу Росії. 4 грудня Закаєв вийшов на волю.

### Затримання та судовий процес у Лондоні
По прибутті до Лондона 5 грудня 2002 р. Закаєва знову затримала поліція, але невдовзі його було звільнено під заставу, внесену Ванессою Редґрейв та фундацією Бориса Березовського.
9 грудня російська сторона зажадала екстрадиції Закаєва. У російській ноті було вказано, що Закаєв є звинувачений у тероризмі, захопленні заручників, вбивствах, розбої, бандитизмі, участі у збройному заколоті. 30 січня 2003 р. британський суд відкрив екстрадиційну процедуру.
Під час судового розгляду було розкрито неправдивість багатьох тверджень, що містилися у російських звинуваченнях. Один зі свідків заперечив, що знав Закаєва, звинувачень проти нього не підтвердила згадана вище духовна особа, а знаний лише під псевдонімом свідок заперечив твердження російських документів про те, що Закаєв нібито позбавив його пальців на руці. Анна Політковська пізніше опублікувала статтю, в якій твердила, що ця особа втратила пальці значно раніше, а свідчити проти Закаєва була змушена російською владою.
24 липня 2003 р. на суді виступив колишній охоронець Закаєва, Дук-Паша Душаєв, на чиїх попередніх (анонімних) свідченнях у значній мірі трималося звинувачення. Душаєв підтвердив своє авторство свідчень, але заявив, що їх було вибито з нього під тортурами і вони не є правдивими. Суддя звернувся за поясненнями до російської сторони. Заступник Генерального прокурора Російської Федерації відтак заявив, що це є «провокація з боку тих, хто діє за гроші Бориса Березовського». Пояснення слідчого прокуратури м. Грозного К. Кривоторова, нібито Душаєв добровільно з'явився на допит, суд відкинув.
13 жовтня 2003 р. суд постановив відхилити вимогу про екстрадицію. Він визнав, що вбивства військових, вчинені під час воєнних дій, не можуть бути підставою для екстрадиції. Було підкреслено, що Росія протягом кількох років не вжила жодних заходів для покарання Закаєва за вчинки, скоєні у 1995–1996 роках. 2001 року Закаєв перебував у Москві, де проводив мирні переговори і йому не було висунуто жодних звинувачень. До того ж Росія знала місце перебування Закаєва на еміграції, але попри це — до Світового конгресу чеченського народу — не почала його судового переслідування. Представлені звинувачення у кримінальних діяннях не були підтверджені жодними доказами. Тому суд дійшов висновку, що вимога екстрадиції має політичний характер, а видача Закаєва є небажана через загрозу для нього тортурів і навіть смерті. Закаєва звільнили, а 29 жовтня він отримав статус біженця.

### Нові звинувачення
17 липня 2006 р. Путін заявив, що є достатньо доказів злочинної діяльності Закаєва для повторної вимоги його видачі до Росії. Через 10 днів російська прокуратура звинуватила Закаєва у розпалюванні ненависті через інтерв'ю, які він давав журналістам.

### Затримання у Варшаві
16 вересня 2010 р. у Пултуську (Польща) відкрився черговий Світовий конгрес чеченського народу. Ахмед Закаєв заанонсував свою участь у ньому, не зважаючи на застереження, що на підставі міжнародного ордеру польська сторона зобов'язана його допитати. Закаєв погодився з'явитися до слідчих. 17 вересня польська поліція затримала його на шляху до прокуратури. Але суд не задовольнив вимоги прокуратури про арешт Закаєва.
12 жовтня 2010 р. Рамзан Кадиров звинуватив Закаєва в організації нападу на його родове село Центорой в серпні 2010.
14 грудня 2010 р. Апеляційний суд скасував рішення суду першої інстанції (Окружного суду Варшави), але одночасно припинив справу про арешт Закаєва.
27 січня 2011 р. Варшавський апеляційний суд закрив справу про екстрадицію Закаєва.

### Конфлікт із Рамзаном Кадировим
20 січня 2021 року Закаєв висловив співчуття рідним і близьким командира бойовиків Аслана Бютукаєва та його спільників, вбитих на околиці села Катир-юрт, назвавши їх «найкращими з найкращих представників нашого народу». У відповідь на це Рамзан Кадиров звинуватив Закаєва в підтримці терористичної організації «Ісламська держава» і виступив із погрозами вбивства на адресу Закаєва. Кадиров також закликав домогтися видачі Закаєва Росії.

### Під час російсько-української війни
З 2022 року перебуває на території України, де разом з представниками Чечні підтримує український супротив проти російських загарбників.

## Погляди
Закаєв твердить, що незалежність Чечні не може бути предметом дискусій. Всупереч поглядам ісламістів, висловлюється за ведення боротьби згідно з нормами міжнародного права та за співпрацю мусульманських держав з державами, що належать до іншого релігійно-цивілізаційного кола.
2009 року в інтерв'ю для радіо «Ехо Москви» задекларував можливість повернення на батьківщину та співпраці з урядом Рамзана Кадирова з метою «побудови тривалого миру в регіоні».

## Оцінки
За твердженням газети «Известия», в період Першої російсько-чеченської війни Закаєв не мав великого авторитету. У мирних переговорах відігравав другорядні ролі.
Певну повагу здобув на еміграції. Суд визнав його представником поміркованого чеченського середовища. Сергій Ястржембський охарактеризував його як «цілком нормальну людину» і при цьому досвідченого політика. Аналогічно оцінила його Анна Політковська.
Проте офіційні російські ЗМІ та політики не називають його інакше, як «терористом» або «бандитом», зайнятим «пропагандою чеченського терору».

## Книги Закаєва
- Ахмед Закаєв. Russia, Chechnya, and the West, 2000—2006 ISBN 978-1680532715 Hardcover
- Ахмед Закаєв. Subjugate або Exterminate! A Memoir of Russia's Wars Against Chechnya ISBN-13:  978-1680530889